# Westraltrachia alterna
Westraltrachia alterna é uma espécie de gastrópode  da família Camaenidae.
É endémica da Austrália.